# Lafyang
Lafyang (nep. लफ्याङ) – gaun wikas samiti we wschodniej części Nepalu w strefie Sagarmatha w dystrykcie Khotang. Według nepalskiego spisu powszechnego z 2001 roku liczył on 579 gospodarstw domowych i 3133 mieszkańców (1632 kobiet i 1501 mężczyzn).